# Kanton Le Lézignanais
Le Lézignanais ( tot 2015 kanton Lézignan-Corbières ) is een kanton van het Franse departement Aude. Het kanton maakt deel uit van het arrondissement Narbonne.
De naam werd op 1 januari 2016 gewijzigd bij toepassing van het decreet van 27 december 2015.

## Gemeenten
Het kanton Lézignan-Corbières omvatte tot 2014 de volgende 18 gemeenten:
- Argens-Minervois
- Boutenac
- Camplong-d'Aude
- Castelnau-d'Aude
- Conilhac-Corbières
- Cruscades
- Escales
- Fabrezan
- Ferrals-les-Corbières
- Fontcouverte
- Homps
- Lézignan-Corbières (hoofdplaats)
- Luc-sur-Orbieu
- Montbrun-des-Corbières
- Montséret
- Ornaisons
- Saint-André-de-Roquelongue
- Tourouzelle

Door het decreet van 21 februari 2014, met uitwerking op 22 maart 2015 werd het kanton herleid tot de volgende 10 gemeenten:
- Argens-Minervois
- Castelnau-d'Aude
- Conilhac-Corbières
- Cruscades
- Escales
- Homps
- Lézignan-Corbières (hoofdplaats)
- Montbrun-des-Corbières
- Ornaisons
- Tourouzelle